# Sint-Jozefkerk (Woensdrecht)
De Sint-Jozefkerk is de parochiekerk van Woensdrecht. Ze bevindt zich aan Dorpsstraat 80.

## Geschiedenis
Reeds in de tweede helft van de 13e eeuw bestond in Woensdrecht een kapel die onder Bergen op Zoom viel. Deze was gewijd aan Onze-Lieve-Vrouw Hemelvaart. Het kerkje werd in 1584 door oorlogshandelingen tijdens de Tachtigjarige Oorlog verwoest.
In 1618 kreeg de predikant van Ossendrecht, Abraham de Coster, opdracht tot opbouwinghe van de kerk. Het transept van de oorspronkelijke kapel werd ingericht als hervormde kerk. Daartoe werd in de zuidzijde een ingangsportaal aangebracht en ook kwam er een dakruiter aan deze zijde. Tot 1809 was deze kerk door de hervormden in gebruik, en daarna raakte het in onbruik. De weinige Woensdrechtse hervormden kerkten sindsdien namelijk in Ossendrecht. Toen er tijdens de Belgische Revolutie soldaten in het gebouw gelegerd werden, vernielden dezen het kerkmeubilair en zelfs de overkapping om tot brandhout te dienen. Nadat de soldaten vertrokken waren, werden ook de muren en zelfs een deel der fundamenten als steengroeve gebruikt. Slechts de zogeheten Stompe Toren bleef als ruïne achter. Ter plaatse van het koor en noordertransept van het vroegere kerkje bevindt zich nog steeds de protestantse begraafplaats.
De katholieken ondertussen maakten gebruik van hun schuurkerk in Hoogerheide. In die dagen is er per gemeente van een zekere grootte maar één kerk per godsdienst toegestaan. En met de op handen zijnde samenvoeging van Woensdrecht met Hoogerheide ziet men in Woensdrecht de bui al hangen. Want als er in de gemeente maar één kerk mag zijn, dan staat die dus al in Hoogerheide. Daarom pleit men er in Woensdrecht in 1819 opnieuw voor om zich los te weken uit het kerkelijk verband met Hoogerheide en Ossendrecht en zelfstandig verder te gaan. Mocht dat zo zijn geweest, dan zou dat de eigenwaarde van Woensdrecht hebben doen groeien. Maar in plaats daarvan wordt Hoogerheide bij Woensdrecht gevoegd. Intussen zijn er nog steeds 'liedens in Ossendrecht die bij aanhoudendheid een eigen pastoor voor hunne plaats verlangen te hebben', schrijft pastoor Antonius Hofman van 'Hoogerheide, Gemeente Woensdrecht, district Roosendaal, kanton Bergen-op-Zoom, provincie Noord-Brabant'. Hij richt in 1825 een brief aan de vicaris-generaal waarin hij bericht 'niet lang meer in twee afgelegen kerken dienst te kunnen doen'. Een nieuw eigentijds argument. Pastoor Hoffen is dan 64 jaar, heeft een paard en rijtuig om zich te verplaatsen en zou graag zijn kapelaan als assistent in Ossendrecht detacheren en, zelf woonachtig te Hoogerheide, pastoor in Ossendrecht willen blijven. Het duurt nog tot 1834 voordat de apostolisch administrator van het vicariaat van Breda aan de Ossendrechtse katholieken ingaat op de wens een eigen pastoor te hebben in een zelfstandige parochie, afgescheiden van Hoogerheide en Woensdrecht. 145 jaar lang is Ossendrecht als R.K. gemeente ingelijfd geweest bij de parochie in Hoogerheide. Dat de afscheiding van Ossendrecht zó lang heeft geduurd, wijt historicus Pijnen aan de geestelijkheid die 'in feite veel te veel oog heeft voor het zakelijke en daardoor te weinig heeft begrepen dat de mensen vrij en zelfstandig willen zijn'. 
In 1865 heeft Woensdrecht nog steeds geen eigen kerk. Er staat alleen een oude toren. Na afscheiding van Ossendrecht in 1834 en het verlies van de Zuidgeest sinds Borgvliet in 1864 een eigen kerk heeft gekregen, kan Hoogerheide zich financieel niet permitteren nog een geloofsgemeenschap te verliezen. Maar dat betekent niet, dat men in Woensdrecht sinds de laatste poging in 1819 is vergeten om zich van de parochie van Hoogerheide los te maken. In 1876 of 1877 hebben de heren Petrus Franciscus Dietvors en Adrianus Kuijlen belet gevraagd bij Deken Doggen in Lepelstraat. Ze willen in Woensdrecht een kerk, desnoods een kapel bouwen, omdat de mensen de afstand naar Hoogerheide te groot vinden. Nadat op 22 januari 1879 de bisschop laat weten 'tegen de verdeling' te zijn, heeft het enige Woensdrechtse lid van het kerkbestuur een onderhoud met de bisschop als die in Hoogerheide het sacrament van het H. Vormsel komt toedienen. Dan belegt een inmiddels geformeerde commissie in het café van Adrianus Willemen een vergadering met alle gezinshoofden. Waar het uiteindelijk om gaat, is de te kleine kerk in Hoogerheide. 'Als zij die van buitenaf huiswaarts keren, kan de te enge kerk ze niet bergen', schrijft de pastoor van Hoogerheide, Joannes Doggen, een broer van de deken, op 17 november 1879 aan vicaris Mgr. H. van Beek in Breda. In Hoogerheide wil men dus een nieuwe, grotere kerk bouwen. Daarop vragen ze in Woensdrecht opnieuw om een gesprek met de bisschop. Maar die laat zich vervangen door de eerwaarde heer Gielis. De delegatie uit Woensdrecht wordt nog net niet buiten de deur gezet. Ondanks alle tegenwerking van Hoogerheide en het bisdom Breda zetten de bewoners van Woensdrecht door.
Rond 1880 gaan veel polderjongens hele seizoenen ver van huis om elders als 'buitenwerkers' aan de slag te gaan. Als ze 's zomers van huis zijn, lopen de inkomsten voor de kerk terug. Maar als ze voor de winter terugkeren is er voor hen geen plaats in de kerk. De kerk is te klein. Net als de meeste pastoors zijn de financiën ook voor pastoor Joannes Doggen van groot belang. Op 8 december 1881 preekt hij over de nieuwe kerk van Salomé die op Hoogerheide zal worden gebouwd. 'Die van Woensdrecht hadden het niet meer', schrijft historicus Pijnen. 'Ze namen het initiatief over en zeiden dat Salomé een tempel liet bouwen waar er geen was. Zeer tegen de zin van de parochie Hoogerheide en van het Bisdom Breda wordt besloten een eigen lerk te bouwen aan de Dorpsstraat 80 te Woensdrecht-dorp. Hoogerheide had al een en een nieuwe achtte men dus overbodig. In feite hadden ze gelijk', aldus Pijnen. De gemeente bemoeit zich er niet mee. Maar de middenstand in de toenmalige Dorpsstraat, thans de Raadhuisstraat, in Hoogerheide vreest verlies van inkomsten als in Woensdrecht een kerk zal worden gebouwd. 
De zaak wordt op de spits gedreven. Van beide kanten is weinig begrip voor elkaar. Maar ondanks een afwijzing van de bisschop voor de bouw van een kerk zetten ze door in Woensdrecht en uiteindelijk wordt er in café Belle Vue op Tweede Pinksterdag 1882 een Naamloze vennootschap opgericht met een akte van notaris Nouhuijs. Er wordt een bestek gemaakt voor een kerk met toren. Dat valt echter te duur uit en de toren wordt geschrapt. Onder de acht inschrijvers voor de bouw gaat de gunning van het werk voor ƒ 10.815 naar Antoon Groffen uit Woensdrecht en zijn neef Ant. Gorren. Architect was C.P. van Genk. De bouw vindt plaats onder toezicht van opzichter Geerts en de eerste steen wordt gelegd door de bestuursvoorzitter van de naamloze vennootschap J. Melsen. Nog hetzelfde jaar, op 8 of 9 december 1882 laat men Deken Doggen weten dat de bouw zijn voltooiing nadert en dat de kerk aan Mgr. H. van Beek, de bisschop van Breda, kan worden aangeboden. Maar op 11 december schrijft de deken dat 'alles is afgewezen', omdat ze 'het kerkelijk gezag hadden miskend'. De Woensdrechtenaren zijn woedend. Ze willen er alles aan doen om hun kerk door dé kerk gedoogd te krijgen. Als ze maar in Woensdrecht naar de kerk kunnen.
Op 16 februari 1882, als Woensdrecht nog bezig is met haar plannen voor de bouw van een eigen kerk, schrijft het kerkbestuur een brief naar de bisschop van Breda voor toestemming om de bestaande kerk van Hoogerheide te vergroten. Maar feitelijk gaat het volgens kerkmeester P.J. Jacobs Anz. in een brief van een dag eerder, om de bouw van een nieuwe kerk. Als voorwaarde stelt het kerkbestuur dat er 'te Woensdrecht niet eene kerk gebouwd wordt'. De tegenwerking vanuit Hoogerheide neemt ongewenste vormen aan. Wat er tussen beide dorpen is, is méér dan rivaliteit. Men probeert Woensdrecht 'onmogelijk' te maken. Het eerste plan wordt, enigszins geamendeerd, ook voor de tweede keer afgewezen. Het derde plan betreft uitsluitend de vergroting van de kerk. De bouwwerkzaamheden vangen nog datzelfde jaar aan. Het zijn de Woensdrechtse boeren die eerder dat jaar de stenen voor de bouw van de kerk in Woensdrecht gratis hebben aangevoerd en dat nu doen voor die van Hoogerheide. Pastoor Joannes Doggen van Hoogerheide, die in 1882 de nodige brieven over de bouw aan de bisschop van Breda stuurt, maakt daarvan echter geen melding. Het zijn immers die van Woensdrecht ? Wel schrijft hij dat 'voor het overige alles wel gaat en dat men van Woensdrecht weinig of niet meer hoort spreken'. Rond 1888 komt er ook in Hoogerheide een nieuwe kerk, die in 1911 wordt vergroot en van een heuse toren wordt voorzien.
Eind 1882 zijn die van Woensdrecht druk met het laatste werk aan hun kerk. Nadat die in december 1882 wordt opgeleverd, gaat de door het bisdom geweigerde en met eigen particulier geld gebouwde kerk op zondag 14 januari 1883 voor het eerst open. Een koor van zangers die tot dan lid zijn van het koor in Hoogerheide, treedt onder het zingen van het 'Veni Creator Spiritus' de kerk binnen. Onder leiding van woordvoerder Frans Dietvors, mede-initiatiefnemer en woordvoerder van de bouwers, is er alles aan gedaan om de kerk geaccepteerd te krijgen bij het bisdom. Een kerk die staat als een huis. Een kerk met een klok, die niet mag luiden omdat de klok niet gewijd is. Een kerk van en voor de parochianen van Woensdrecht, waar geen mis mag worden gelezen. Een kerk, zonder pastoor omdat hij niet is gesticht volgens de regels van de kerk. En volgens de wet kan er geen Godsdienst worden beleden als er geen priester is. De hele affaire gaat de geschiedenis in als 'het Schisma van Woensdrecht'. 'Op de meest nederige toon heeft Dietvors bij het bisdom Breda getracht de kerk te doen aanvaarden. Maar alles wat hij doet, is tevergeefs. De mensen zijn wanhopig en de kerk van Hoogerheide wordt vanuit Woensdrecht zo goed als niet meer bezocht. Hier is van een opstandeling of schismatiek niets te bespeuren', schrijft historicus Pijnen. Als men ook maar enig licht van hoop ziet gloren, gaat men erop af, maar altijd weer zonder resultaat. Geen erkenning van de kerk en geen erkenning voor het werk van al die Woensdrechtenaren. De kerkelijke leiding beweert zelfs dat de Woensdrechtenaren dat over zichzelf hebben afgeroepen. 'Ze zouden zich contractueel verplicht hebben om niet meer naar Hoogerheide ter kerke te gaan'. Maar volgens Frans Dietvors zijn dat allemaal 'leugens en grove laster om de Woensdrechtenaren verdacht te maken'.
Uiteindelijk komt de redding van pastoor Cornelis van de Zande van Klein-Dongen, die in 1870 als kapelaan te Hoogerheide 'met een stoot onder de gordel' van de toenmalige pastoor aldaar zijn congé had gekregen. De 'parochianen' van Woensdrecht mogen hem graag en stellen veel vertrouwen in hem. Toch kost het hem nog bijna drie jaren van 'ploeteren, miskenning, achterdocht en achterklap' voordat men inziet dat de Woensdrechtenaren en hun kerk moeten worden erkend. Na heel veel moeilijkheden wordt de parochie van Woensdrecht op 30 oktober 1885 canoniek bevestigd onder de titel St. Joseph.
Tijdens de Slag om de Schelde in 1944 kwamen de kerk en de daarachter gelegen Stompe Toren in de vuurlinie te liggen van de wekenlang schuivende fronten. In dat oorlogsgeweld tussen de Canadezen en de Duitsers werden de kerk en de toren volledig vernield.
In 1947 werd de nieuwe Sint-Jozefkerk ingewijd. Het is een eenvoudig bakstenen kerkje, gebouwd in traditionalistische stijl, met een zadeldak en een vooruitspringende toren.

## Blasius
Met de komst van de nieuwe parochie werd ook de verering van de Heilige Blasius geïntroduceerd. Dit geschiedde mogelijk om de nieuwe parochie van inkomsten te voorzien. Naar verluidt zou de epidemie van difterie uit 1885 -althans in Woensdrecht- tot staan zijn gebracht door de vurige verering van Blasius. De kerk In de jaren 60 van de 20e eeuw kwam de Blasiusverering tot een einde. De huidige parochie bezit een reliek van Blasius, terwijl in de kerk ook een beeld van deze heilige is te zien.